# A Kind of Magic (piosenka)
A Kind of Magic – piosenka brytyjskiego zespołu Queen z 1986 roku wydana na singlu, który promował album o tej samej nazwie (1986). Autorem utworu jest Roger Taylor.

## Historia
Powstał na potrzeby ścieżki dźwiękowej do filmu Nieśmiertelny (1986). Później ponownie zaaranżowany przez Freddiego Mercury’ego znalazł się na albumie A Kind of Magic. Utwór jest łagodną rockową balladą, którą charakteryzuje wielogłosowy śpiew. Był wykonywany na koncertach trasy Magic Tour. Ukazał się również na albumie Greatest Hits II (1991).
W teledysku Brian May zamiast Red Special używa repliki gitary z 1984.
Zarejestrowane odgłosy pstrykania palcami, umieszczone na początku piosenki, wykonał brytyjski muzyk Chris Rea.
Na stronie B singla umieszczono utwór „A Dozen Red Roses for My Darling” (instrumentalna wersja „Don’t Lose Your Head”) – w wydaniu singla w Stanach Zjednoczonych był to utwór „Gimme the Prize (Kurgan’s Theme)”, zaś w wersji CD dodatkowo również „One Vision”. Ponadto singiel ukazał się też na płycie 12”, zawierającej rozszerzone wersje „A Kind of Magic” i „A Dozen Red Roses for My Darling”.

## Listy przebojów
| Kraj   | Lista                          | Pozycja | Źr.    |
| ------ | ------------------------------ | ------- | ------ |
| AU     | Top 50 Singles                 | 25      | [ 3 ]  |
| AT     | Ö3 Austria Top 40              | 12      | [ 4 ]  |
| BE-VLG | Ultratop 50 Singles (Flandria) | 4       | [ 5 ]  |
| EU     | European Hot 100               | 2       | [ 6 ]  |
| EU     | European Airplay Top 50        | 3       | [ 7 ]  |
| FR     | Top Singles & Titres           | 5       | [ 8 ]  |
| NL     | Single Top 100                 | 5       | [ 9 ]  |
| ES     | Los 40 Principales             | 1       | [ 10 ] |
| IE     | Top 100 Singles                | 4       | [ 11 ] |
| CA     | „RPM” Top Singles              | 64      | [ 12 ] |
| DE     | Single Top 100                 | 6       | [ 13 ] |
| NZ     | Top 40 Singles                 | 23      | [ 14 ] |
| CH     | Singles Top 100                | 4       | [ 15 ] |
| IT     | Magnificent Ten (RAI: airplay) | 5       | [ 7 ]  |
| GB     | UK Singles Chart               | 3       | [ 16 ] |
| US     | Hot 100                        | 42      | [ 17 ] |

| Kraj   | Lista                         | Pozycja | Źr.    |
| ------ | ----------------------------- | ------- | ------ |
| BE-WAL | Ultratop 50 Singles (Walonia) | 19      | [ 18 ] |

| Kraj | Lista             | Pozycja | Źr.    |
| ---- | ----------------- | ------- | ------ |
| PL   | AirPlay – Top 100 | 95      | [ 19 ] |

## Personel
- Freddie Mercury – śpiew, syntezator
- Brian May – gitara elektryczna, wokal wspierający
- Roger Taylor – perkusja, wokal wspierający, syntezator, automat perkusyjny
- John Deacon – gitara basowa
- Spike Edney – instrumenty klawiszowe